# Río Magra
El Magra es un río italiano que corre entre Toscana y Liguria bañando las provincias de Massa-Carrara y La Spezia desembocando en un amplio estuario en el Mar de Liguria llamado la "Bocca di Magra" a poca distancia del Golfo de La Spezia (también llamado Golfo de los poetas),en el corazón de la región Lunigiana.
Origina el Valle del Magra entre las dos provincias y entre las cadenas de los Apeninos y los Alpes Apuanos.
Nace a 1200 metros sobre el nivel del mar entre el Monte Borgognone y el Monte Tavola, llevando un caudal de 40 m³/s con una longitud de 70 km. 
Su mayor afluente es el río Vara, que confluye justo antes de su desembocadura.
Junto al rio Serchio contribuye a definir la zona Apuana y la ribera del mismo nombre.
En 2020 se derrumbó un puente sobre el río, que debido a que sucedió durante la Pandemia de enfermedad por coronavirus de 2019-2020 no hubo daños personales de importancia.